# Antoni Żurawski
Antoni Żurawski (ur. 9 lutego 1934 w Szeremietowie, zm. 23 października 1993 we Wschowie) – polski związkowiec, senator I kadencji.

## Życiorys
Urodził się w rodzinie Polaków zamieszkałych w sowieckiej części Wołynia. W 1945 znalazł się na terenie Polski, gdzie ukończył zaocznie Liceum Ogólnokształcące we Wschowie oraz Akademię Rolniczą w Poznaniu. Pracował w gospodarstwie rodzinnym oraz w instytucjach państwowych we Wschowie i w Szlichtyngowej. W latach 1975–1982 zatrudniony jako instruktor rolny w Urzędzie Miasta i Gminy Szlingtyngowa. Jako rolnik zajmował się uprawą roślin nasiennych. W 1981 stanął na czele leszczyńskich struktur rolniczej „Solidarności”. W stanie wojennym został internowany na okres od 13 grudnia 1981 do 26 lutego 1982. W latach 1989–1991 sprawował mandat senatora I kadencji z województwa leszczyńskiego z ramienia Komitetu Obywatelskiego.
Pochowany na cmentarzu komunalnym we Wschowie.

## Odznaczenia
W 2016 pośmiertnie odznaczony Krzyżem Oficerskim Orderu Odrodzenia Polski.